# Lista de prêmios e indicações recebidos por BtoB
Esta é uma lista de prêmios e indicações recebidos pelo grupo sul-coreano BtoB desde sua estréia em 2012.

## Prêmios coreanos

### Asia Artist Awards
| Ano  | Prêmio                                | Destinatário | Resultado | Ref.  |
| ---- | ------------------------------------- | ------------ | --- | ----- |
| 2016 | Most Popular Artist (Singer) – Top 50 | BtoB         | style="background: #DDFBFF; color: black; vertical-align: middle; text-align: center; " class="included table-included"\|7th | [ 1 ] |
| 2017 | Popularity Award                      | BtoB         | Indicado |       |
| 2018 | Most Popular Artist (Singer) – Top 50 | BtoB         | Indicado |       |

### Gaon Chart Music Awards
| Ano  | Prêmio                      | Destinatário      | Resultado | Ref. |
| ---- | --------------------------- | ----------------- | --------- | ---- |
| 2018 | Song of the Year (Março)    | "Movie"           | Indicado  |      |
| 2018 | Song of the Year (Outubro)  | "Missing You"     | Indicado  |      |
| 2019 | Song of the Year (Junho)    | "Only One For Me" | Pendente  |      |
| 2019 | Song of the Year (Novembro) | "Beautiful Pain"  | Pendente  |      |

### Golden Disc Awards
| Ano  | Prêmio                          | Destinatário | Resultado | Ref.  |
| ---- | ------------------------------- | ------------ | --------- | ----- |
| 2013 | Next Generation Star            | BtoB         | Venceu    | [ 2 ] |
| 2016 | Best Vocal Group                | BtoB         | Venceu    |       |
| 2016 | Disc Bonsang                    | Complete     | Indicado  | [ 3 ] |
| 2017 | Disc Bonsang                    | 24/7         | Indicado  | [ 4 ] |
| 2018 | Disc Bonsang                    | Brother Act. | Indicado  |       |
| 2018 | Popularity Award                | BtoB         | Indicado  |       |
| 2018 | Best Male Group                 | BtoB         | Venceu    | [ 5 ] |
| 2019 | Disc Daesang                    | This Is Us   | Indicado  |       |
| 2019 | Popularity Award                | BtoB         | Indicado  |       |
| 2019 | NetEase Most Popular K-pop Star | BtoB         | Indicado  |       |

### Korea Popular Music Awards
| Ano  | Prêmio            | Destinatário  | Resultado | Ref. |
| ---- | ----------------- | ------------- | --------- | ---- |
| 2018 | Best Artist       | BtoB          | Indicado  |      |
| 2018 | Bonsang Award     | BtoB          | Venceu    |      |
| 2018 | Popularity Award  | BtoB          | Indicado  |      |
| 2018 | Best Digital Song | "Missing You" | Indicado  |      |
| 2018 | Ballad Award      | "Missing You" | Venceu    |      |

### MBC Plus X Genie Music Awards
| Ano  | Prêmio                       | Destinatário  | Resultado | Ref.        |
| ---- | ---------------------------- | ------------- | --------- | ----------- |
| 2018 | Artist of the Year           | BtoB          | Indicado  | [ 6 ] [ 7 ] |
| 2018 | Genie Music Popularity Award | BtoB          | Indicado  | [ 6 ] [ 7 ] |
| 2018 | Male Group Award             | BtoB          | Indicado  | [ 6 ] [ 7 ] |
| 2018 | Song of the Year             | "Missing You" | Indicado  | [ 6 ] [ 7 ] |
| 2018 | Vocal Track (Masculino)      | "Missing You" | Indicado  | [ 6 ] [ 7 ] |

### Mnet Asian Music Awards
| Ano  | Prêmio                       | Destinatário      | Resultado | Ref. |
| ---- | ---------------------------- | ----------------- | --------- | ---- |
| 2016 | Best Vocal Performance Group | BtoB              | Indicado  |      |
| 2016 | Song of the Year             | "Remember That"   | Indicado  |      |
| 2017 | 2017 Favorite KPOP Star      | BtoB              | Indicado  |      |
| 2017 | Best Vocal Performance Group | BtoB              | Indicado  |      |
| 2017 | Song of the Year             | "Missing You"     | Indicado  |      |
| 2018 | Best Vocal Performance Group | BtoB              | Indicado  |      |
| 2018 | Favorite Vocal Artist        | BtoB              | Indicado  |      |
| 2018 | Song of the Year             | "Only One For Me" | Indicado  |      |

### Melon Music Awards
| Ano  | Prêmio                   | Destinatário      | Resultado | Ref.  |
| ---- | ------------------------ | ----------------- | --------- | ----- |
| 2015 | Top 10 Artists           | BtoB              | Indicado  | [ 8 ] |
| 2017 | Top 10 Artists           | BtoB              | Indicado  | [ 9 ] |
| 2017 | Netizen Popularity Award | BtoB              | Indicado  | [ 9 ] |
| 2018 | Top 10 Artists           | BtoB              | Venceu    |       |
| 2018 | Netizen Popularity Award | BtoB              | Indicado  |       |
| 2018 | Artist of the Year       | BtoB              | Indicado  |       |
| 2018 | Song of the Year         | "Only One For Me" | Indicado  |       |
| 2018 | Ballad Award             | "Only One For Me" | Indicado  |       |

#### Melon Popularity Award
| Ano  | Destinatário      | Data           | Ref.   |
| ---- | ----------------- | -------------- | ------ |
| 2017 | "Missing You"     | 6 de Novembro  | [ 10 ] |
| 2017 | "Missing You"     | 13 de Novembro | [ 10 ] |
| 2017 | "Missing You"     | 20 de Novembro | [ 10 ] |
| 2018 | "Only One For Me" | 27 de Agosto   |        |

### Seoul Music Awards
| Ano  | Prêmio               | Destinatário | Resultado | Ref.   |
| ---- | -------------------- | ------------ | --------- | ------ |
| 2013 | Rookie of the Year   | BtoB         | Indicado  |        |
| 2016 | Popularity Award     | BtoB         | Indicado  |        |
| 2016 | Hallyu Special Award | BtoB         | Indicado  |        |
| 2016 | Ballad Award         | BtoB         | Venceu    | [ 11 ] |
| 2016 | Bonsang Award        | BtoB         | Indicado  |        |
| 2017 | Bonsang Award        | BtoB         | Indicado  |        |
| 2017 | Hallyu Special Award | BtoB         | Indicado  |        |
| 2017 | Popularity Award     | BtoB         | Indicado  |        |
| 2018 | Daesang Award        | BtoB         | Indicado  |        |
| 2018 | Bonsang Award        | BtoB         | Venceu    |        |
| 2018 | Hallyu Special Award | BtoB         | Indicado  |        |
| 2018 | Popularity Award     | BtoB         | Indicado  |        |
| 2019 | Bonsang Award        | BtoB         | Pendente  |        |
| 2019 | Hallyu Special Award | BtoB         | Pendente  |        |
| 2019 | Popularity Award     | BtoB         | Pendente  |        |

### Soribada Best K-Music Awards
| Ano  | Prêmio           | Destinatário | Resultado | Ref.   |
| ---- | ---------------- | ------------ | --------- | ------ |
| 2017 | Daesang Award    | BtoB         | Indicado  |        |
| 2017 | Bonsang Award    | BtoB         | Venceu    | [ 12 ] |
| 2017 | Popularity Award | BtoB         | Indicado  |        |

## Prêmios internacionais

### Japan Gold Disc Award
| Ano  | Prêmio                    | Destinatário | Resultado | Ref.   |
| ---- | ------------------------- | ------------ | --------- | ------ |
| 2018 | Best 3 New Artists (Ásia) | BtoB         | Venceu    | [ 13 ] |

## Competições de música
| Ano  | Competição                         | Título do prêmio | Trabalho Destinado/Nomeado | Data                 | Notas                                      | Ref.   |
| ---- | ---------------------------------- | ---------------- | -------------------------- | -------------------- | ------------------------------------------ | ------ |
| 2016 | Immortal Songs: Singing the Legend | Song of the Week | BtoB – "To My Love"        | 13 de Agosto de 2016 | Legenda/Tema: Summer Song Festival Special | [ 14 ] |

## Outros prêmios
| Ano  | Prêmio                              | Categoria                                            | Destinatário                          | Resultado | Ref.   |
| ---- | ----------------------------------- | ---------------------------------------------------- | ------------------------------------- | --------- | ------ |
| 2012 | Cyworld Digital Music Awards        | Rookie of the Month (Setembro)                       | BtoB por WOW                          | Venceu    | [ 15 ] |
| 2013 | MTV Best of the Best                | Best New Artist                                      | BtoB                                  | Indicado  | [ 16 ] |
| 2013 | MTV Best of the Best                | Best Rookie                                          | BtoB                                  | Indicado  | [ 16 ] |
| 2015 | KBS Music Festival                  | Singer of the Year                                   | BtoB                                  | Venceu    |        |
| 2017 | Global V LIVE Awards                | Global Artist Top 10                                 | BtoB                                  | Venceu    | [ 17 ] |
| 2017 | Korea Cable TV Awards               | Hallyu Star Award                                    | BtoB                                  | Venceu    | [ 17 ] |
| 2017 | Korea Popular Culture & Arts Awards | Minister of Culture, Sports and Tourism Commendation | BtoB                                  | Venceu    | [ 18 ] |
| 2017 | Naver Music Awards                  | Top 10 Most Loved Artists                            | BtoB                                  | Venceu    | [ 19 ] |
| 2017 | KBS Drama Awards                    | Best OST Award                                       | BtoB for Ambiguous (Fight My Way OST) | Venceu    | [ 20 ] |
| 2018 | CPP Cruise 2018 Busan               | Asia Trend Star Award                                | BtoB                                  | Venceu    | [ 21 ] |
| 2018 | Asia Model Festival 2018            | Asia Star Award (Categoria de Cantor)                | BtoB                                  | Venceu    | [ 22 ] |
| 2019 | V Live Awards                       | Top 10 Artist                                        | BtoB                                  | Indicado  | [ 23 ] |
| 2019 | V Live Awards                       | Best Channel – 1 million followers                   | BtoB                                  | Indicado  | [ 24 ] |

## Programas de música

### Show Champion
Show Champion é um programa de música sul-coreano exibido pela MBC Music. BtoB ganhou seis vezes até hoje, incluindo uma música, "Missing You", que conseguiu um Double Crown.
| Ano  | Data          | Canção            |
| ---- | ------------- | ----------------- |
| 2015 | 21 de Outubro | "Way Back Home"   |
| 2016 | 6 de Abril    | "Remember That"   |
| 2017 | 15 de Março   | "Movie"           |
| 2017 | 25 de Outubro | "Missing You"     |
| 2017 | 1 de Novembro | "Missing You"     |
| 2018 | 27 de Junho   | "Only One For Me" |

### M Countdown
M Countdown é um programa de música sul-coreano transmitido pela Mnet. BtoB ganhou três vezes até hoje, incluindo uma música conseguindo um Double Crown, "Missing You".
| Ano  | Data          | Canção          |
| ---- | ------------- | --------------- |
| 2016 | 7 de Abril    | "Remember That" |
| 2017 | 26 de Outubro | "Missing You"   |
| 2017 | 2 de Novembro | "Missing You"   |

### Music Bank
Music Bank é um programa de música sul-coreano da KBS. BtoB ganhou três vezes no Music Bank com "Remember That," "Missing You" e "Beautiful Pain".
| Ano  | Data           | Canção           |
| ---- | -------------- | ---------------- |
| 2016 | 8 de Abril     | "Remember That"  |
| 2017 | 27 de Outubro  | "Missing You"    |
| 2018 | 23 de Novembro | "Beautiful Pain" |

### Inkigayo
Inkigayo é um programa de música sul-coreano transmitido pela SBS. BtoB ganhou duas vezes no Inkigayo com "Missing You".
| Ano  | Data          | Canção        |
| ---- | ------------- | ------------- |
| 2017 | 29 de Outubro | "Missing You" |
| 2017 | 5 de Novembro | "Missing You" |

### The Show
The Show é um programa de música sul-coreano transmitido pela SBS MTV.
| Ano  | Data       | Canção            |
| ---- | ---------- | ----------------- |
| 2018 | 3 de Julho | "Only One For Me" |